# تفجير واه 2008
تفجير واه 2008 هو هجوم تفحيري مزدوج على مصانع الذخائر الباكستانية في واه بباكستان في 21 أغسطس 2008. أسفر الهجوم عن مقتل 70 شخصًا على الأقل وإصابة أكثر من 100 شخصًا، ويعد الأكثر دموية في موقع عسكري في تاريخ باكستان. فجر كلا المُنفذين أنفسهم عند أبواب المصنع بينما كان العمال يغيرون نوبات العمل.

## خلفية
مصانع ذخائر باكستان في واه هي مركز صناعة الأسلحة في البلاد، ويعمل بها حوالي 25000 عامل لإنتاج المتفجرات والأسلحة وغيرها من الأسلحة والذخيرة التقليدية.
في يوليو 2007 كانت المنطقة الشمالية الغربية من باكستان موقعًا لموجة عنف المسلحين، والتي قتل فيها مئات المسلحين وأعضاء من قوات الأمن الباكستانية. تراجعت أعمال العنف في المنطقة بعد أن بدأت الحكومة الائتلافية الجديدة التي وصلت إلى السلطة بعد الانتخابات العامة في فبراير 2008 محادثات مع بيت الله محسود. واستؤنف العنف عندما علق محسود المحادثات في يونيو. في أعقاب حركة المساءلة التي أطلقتها أحزاب المعارضة الرئيسية، استقال رئيس باكستان برويز مشرف في 18 أغسطس 2008، منهياً تسع سنوات من توليه رئاسة البلاد.

## المسئولية
أعلن مولوي عمر المتحدث باسم طالبان باكستان مسئولية الحركة عن الهجمات، التي قال إنها كانت ردًا على العمليات العسكرية ضد المسلحين في منطقة باجور، والتي بدأت في 6 أغسطس 2008 وقُتل بها مئات المدنيين وربما أجبرت حوالي 300000 شخص على الفرار من منازلهم. وحذر من أنه إذا واصلت الحكومة الباكستانية عملياتها هناك «ستواصل الحركة مثل هذه الهجمات». وذكر أيضًا أن «مصنع واه هو مصنع قاتل يتم فيه إنتاج الأسلحة لقتل نسائنا وأطفالنا».